# Port de Xiāngzhōu
 (février 2015).
Si vous disposez d'ouvrages ou d'articles de référence ou si vous connaissez des sites web de qualité traitant du thème abordé ici, merci de compléter l'article en donnant les références utiles à sa vérifiabilité et en les liant à la section « Notes et références ».
Le port de Xiāngzhōu (pinyin : Xiāngzhōu gǎng, chinois simplifié : 香洲港), situé au Nord-Est du district de Xiāngzhōu sur la municipalité de Zhuhai, province du Guangdong, en Chine est un port permettant de se rendre sur d'autres iles avoisinant Zhūhǎi et abrite de nombreux navires de pêche artisanale.